# Hans Tijssen
Hans Tijssen (1966) is een Nederlands componist, dirigent en cultureel ondernemer bekend om zijn diverse muzikale carrière die orkestrale, vocale en filmmuziek omvat. Hij is de oprichter van het Huygens Vocaal Ensemble en Kamerkoor STAMPIJ.

## Vroege leven en opleiding
Hans Tijssen werd geboren in 1966 in Nederland. Hij studeerde aanvankelijk elektrotechniek voordat hij zijn muzikale carrière begon. Hij begon met pianospelen op 18-jarige leeftijd en werd na een jaar privélessen toegelaten aan het conservatorium te Zwolle. Hier studeerde hij piano bij Rudi de Heus, Nelleke Geesink en Ben Smits, en sloot zijn pianostudie in 1993 met goed gevolg af.
Naast zijn pianostudie verdiepte hij zich in zang, koordirectie en compositie. Hij volgde zanglessen en studeerde gregoriaans en koordirectie bij Jos Vermunt en Jos Leusink, welke studie hij eveneens in 1993 met goed gevolg afrondde. Daarnaast volgde hij diverse masterclasses, onder andere bij Harry Christophers.

## Carrière

### Dirigeren en ensembles
Tijssen is al meer dan 30 jaar actief als componist, dirigent en creatief ontwikkelaar van multidisciplinaire programma's. Eind 1996 richtte hij het Huygens Vocaal Ensemble op om met name eigen werk uit te voeren. Het ensemble ontwikkelde zich snel tot een gerespecteerd amateur koor en is inmiddels een begrip in de regio geworden.
Hij heeft ook met vele andere ensembles gewerkt, waaronder het kamerkoor Voca, de Hoventoon en kamerkoor Canticum novum. Verder werkte Hans samen met verschillende koren zoals het vrouwenkoor Hera, dat enkele van zijn werken in première heeft gebracht.
Eind 2024 heeft hij kamerkoor Stampij in het leven geroepen. Met deze groep werkt hij aan professionele producties. is. Naast artistiek leider van kamerkoor Stampij dirigeert hij Vocaal Ensemble Cantabile en zingt als tenor in het Huygens Consort. 

### Internationaal werk
In het najaar van 1997 vertrok Tijssen voor een periode van twee jaar naar Brisbane (Australië) waar hij werkzaam was als docent, dirigent en pianist. In Brisbane richtte hij het 'Brisbane Vocal Ensemble' en het 'Brisbane Madrigal Quintet' op. Met deze ensembles verzorgde hij enkele tientallen concerten in Queensland. Ook was hij werkzaam als gastdirigent bij onder andere 'Canticum', 'Queensland University Choir' en de 'Bach Society of Queensland'.
Na zijn terugkeer in Nederland blies hij het Huygens Vocaal Ensemble nieuw leven in, waarbij hij zich meer en meer richtte op de uitvoering van hedendaagse klassieke muziek. Momenteel is hij als gastdocent verbonden aan de University of South California (USC) en geeft hij les in zijn eigen pianopraktijk. Diverse concertreizen volgden naar o.a. Duitsland, Frankrijk, Zwitserland, Italië en Argentinië. 
Zijn composities zijn internationaal uitgevoerd, waaronder in Duitsland. Zijn Orgel Sonate nr. 1, geschreven in 2021, werd gecomponeerd voor Henk Plas, de organist van de St. Clemens Kirche in Münster-Hiltrup, Duitsland, en werd uitgevoerd tijdens de Orgel-Fest-Wochen in Münster Hiltrup in april 2023. Hier ging ook de 2e orgelsonate in 2024 in première.

### De blasterbeam
In 2018 bouwde Tijssen een blasterbeam, een uniek 24-snarig instrument van meer dan 4 meter lang. Het instrument produceert een breed scala aan geluiden, van diepe bastonen tot mysterieuze boventonen, en kan zowel als percussie- en snaarinstrument worden gebruikt. Demonstraties van de blasterbeam hebben duizenden views online verzameld.

### Digitale distributie en streaming
Verschillende composities van Tijssen zijn beschikbaar op digitale muziekplatforms zoals Spotify. Zijn orkestrale werk "Lux Aeterna" (10:19) is te vinden op streamingdiensten, waardoor zijn muziek een breder publiek bereikt. Ook andere werken zoals "The Game" zijn digitaal beschikbaar op zijn YouTube-kanaal. De aanwezigheid van zijn composities op deze platforms draagt bij aan zijn internationale bereik als componist.

### Cultureel ondernemerschap
Tijssen heeft zich ontwikkeld als cultureel ondernemer door het ontwikkelen van innovatieve koormuziekprogramma's, zoals een serie 'parkeergarageconcerten' waarin een auto de hoofdrol speelde. Zijn koormuziekprogramma's zijn vaak doorlopende voorstellingen waarin de diverse onderdelen sterk met elkaar verweven zijn. Deze programma's, waarin zijn kwaliteiten als componist, dirigent, instrumentalist en producent naar voren komen, kunnen rekenen op veel bijval van publiek en pers.
Zijn werk als dirigent wordt breed erkend. Zo was zijn koor competitiewinnaar tijdens de internationale TENSO dagen (festival voor hedendaagse muziek) in Amsterdam, won het twee maal een prijs tijdens de Deutsch-Niederländische Kirchenmusikpreis, waren zij eregast tijdens het Cantapueblo festival in Argentinië en haalden zij de eindrondes van de prestigieuze competitie Florilege Vocal de Tours in Frankrijk.

## Composities
Tijssen heeft werken gecomponeerd in verschillende genres, waaronder orkestrale, vocale, film- en instrumentale muziek. Zijn composities worden beschreven als uitdagend voor uitvoerders maar toegankelijk voor luisteraars. Componeren is zijn passie – samen met diverse muziekcollega's runt hij HT sound design, dat muziek schrijft in opdracht voor multimedia gebruik (commercials, documentaires, films). Opmerkelijke werken zijn onder andere:
- "I Wonder" (koorwerk, 2021)
- Orgel Sonate nr. 1 (2021)[5]
- "Lux Aeterna" (orkestraal, beschikbaar op Spotify)[10]
- "Sleep, with open Eyes" (2022)[11]
- "Jubilate Deo" (koor)[12]
- "Night Flight" (instrumentaal)[13]
- "Evil Rising" (instrumentaal)[14]
- "A Wintersong" (orchestral)[15]

## Uitvoeringconcepten
Tijssen staat bekend om het ontwikkelen van innovatieve uitvoeringconcepten, vaak met nieuwe en toegankelijke muziek voor een breed publiek op verrassende locaties. Zijn creatieve aanpak heeft geleid tot talrijke samenwerkingsprojecten, zowel binnen Nederland als internationaal. Hij wil zich profileren als breed geïnteresseerd musicus. Als 'overtuigd niet-specialist' gaat zijn belangstelling dan ook uit naar muziek van 1400 tot hedendaagse muziek.

## Persoonlijk leven
Tijssen woont in Hattem, Nederland.